# بیجنسی
بیجنسی (به فرانسوی: Beaugency) یک کمون (فرانسه) در فرانسه است که در لوآره واقع شده‌است. بیجنسی ۱۶٫۴۵ کیلومتر مربع مساحت دارد ۹۸ متر بالاتر از سطح دریا واقع شده‌است.

## خواهرخوانده
شهر طنجه خواهرخواندهٔ بیجنسی هست.